# Le porte girevoli
Le porte girevoli (Les Portes tournantes) è un film del 1988 diretto da Francis Mankiewicz.

## Trama
A New York, Céleste Beaumont, pianista jazz, fa un bilancio della sua vita. Rifugiata nella grande città, non ha più visto suo figlio, un pittore. Scrive un diario per lui. Il diario della madre sconvolge Blaudelle e il figlio Antoine di 10 anni. È attraverso l'immaginazione di Antoine che si intreccia la storia di Céleste, dal 1922 in Val-d'Amours, quando era ancora adolescente, fino alla sua consacrazione come artista.